# 伊泽尔河畔新堡
伊泽尔河畔新堡（法語：Châteauneuf-sur-Isère，法語發音：[ʃatonœf syʁ izɛʁ]）是法国德龙省的一个市镇，位于该省西北部，属于瓦朗斯区。

## 地理
伊泽尔河畔新堡（45°0'50"N, 4°56'5"E）面积45.57 平方千米，位于法国奥弗涅-罗讷-阿尔卑斯大区德龙省，该省份为法国东南部内陆省份，北起顺时针与伊泽尔省、上阿尔卑斯省、上普罗旺斯阿尔卑斯省、沃克吕兹省和阿尔代什省接壤。
与伊泽尔河畔新堡接壤的市镇（或旧市镇、城区）包括：阿利克桑、博蒙蒙特、佩阿日堡、瓦朗斯堡、蓬德利塞尔、拉罗什德格兰、伊泽尔河畔罗芒、圣马塞尔莱瓦朗斯、格朗日莱博蒙。

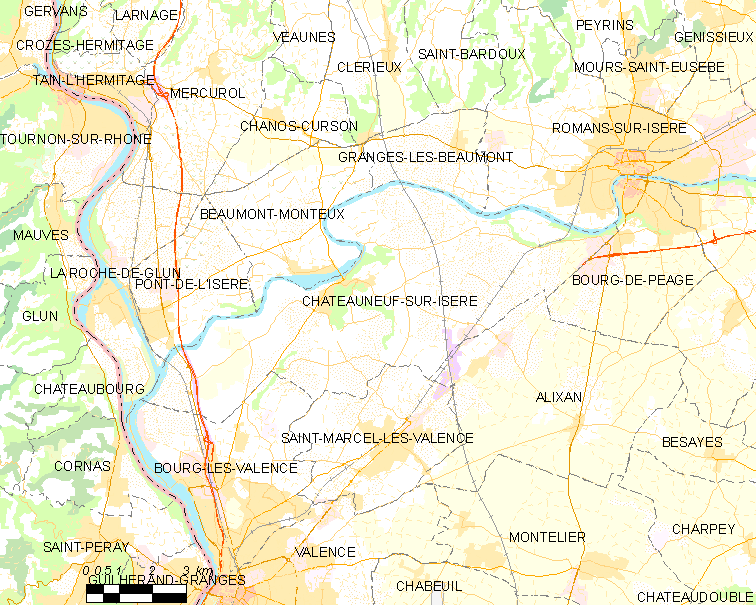
伊泽尔河畔新堡的OSM定位图

伊泽尔河畔新堡的时区为UTC+01:00、UTC+02:00（夏令时）。

## 行政
伊泽尔河畔新堡的邮政编码为26300，INSEE市镇编码为26084。

## 政治
伊泽尔河畔新堡所属的省级选区为坦莱尔米塔日县。

## 人口

1962-2008年间伊泽尔河畔新堡人口变化图示

伊泽尔河畔新堡于2022年1月1日时的人口数量为4159人。